# Rúnar Alex Rúnarsson
Rúnar Alex Rúnarsson (* 18. února 1995) je islandský profesionální fotbalista, který hraje na pozici brankáře za dánský klub FC Kodaň a islandský národní tým.

## Osobní život
Rúnar Alex je synem Rúnara Kristinssona, bývalého profesionálního fotbalisty.

## Klubová kariéra
Rúnar Alex byl hráčem sezóny v dresu FC Nordsjælland v dánské Superligaen 2017/18. V červnu 2018 podepsal Rúnar Alex čtyřletou smlouvu s francouzským Dijonem.

### Arsenal
Dne 21. září 2020 podepsal Rúnar Alex čtyřletou smlouvu s klubem Arsenal FC. V klubu si vybral číslo 13. Rúnar Alex debutoval v klubu 29. října 2020, kdy udržel čisté konto při výhře 3:0 v Evropské lize UEFA nad Dundalkem z League of Ireland Premier Division na Emirates Stadium.
Arsenal se 22. prosince utkal ve čtvrtfinále EFL Cupu s Manchesterem City. Za stavu 1:1 si Rúnar Alex nechal proklouznout přímý kop Rijáda Mahrize mezi rukama a Manchester City se díky tomu vrátil do vedení. Arsenal prohrál zápas 4:1.
Poté, co byla 2. února 2021 proti Wolverhamptonu Wanderers vyloučena brankářská jednička Bernd Leno, debutoval Rúnar Alex v Premier League při venkovní porážce 2:1 jako náhradník za Thomase Parteye.

#### Série hostování
Dne 31. srpna 2021 se Rúnar Alex připojil k belgickému prvoligovému klubu OH Leuven na hostování do konce sezóny. Dne 27. října 2021 se Rúnar Alex poprvé v sezóně objevil za OH Leuven při výhře 2:1 v Belgickém poháru nad Lierse Kempenzonen, přičemž svůj ligový debut si odbyl o měsíc později, 26. listopadu 2021 při venkovní výhře 1:3 nad vedoucím týmem ligy Union SG.
Dne 15. srpna 2022 Arsenal oznámil, že Rúnar Alex byl zapůjčen do týmu Süper Lig Alanyaspor.
Dne 18. srpna 2023 se Rúnar Alex připojil k vítěznému týmu EFL Championship Cardiff City na sezónní hostování. Dne 1. února 2024 byl povolán zpět do Arsenalu, odkud byl nakonec propuštěn na základě vzájemné dohody.

### Kodaň
Rúnar Alex přestoupil do dánského týmu FC Kodaň zadarmo dne 1. února 2024.

## Reprezentační kariéra
Rúnar Alex, který dříve reprezentoval svou zemi na mládežnické úrovni, byl povolán do seniorského týmu Islandu na turnaj China Cup 2017, kde se s týmem stal stříbrným medailistou. Svůj první seniorský start si připsal 8. listopadu 2017 v přátelském utkání proti Česku.
V květnu 2018 byl jmenován do 23členného islandského týmu pro Mistrovství světa ve fotbale 2018 v Rusku.

## Statistiky

### Klubové
Platí k zápasu hranému 1. srpna 2024.
| Klub                     | Sezóna            | Liga               | Liga   | Liga | Národní pohár | Národní pohár | Ligový pohár | Ligový pohár | Kontinentální | Kontinentální | Ostatní | Ostatní | Celkově | Celkově |
| Klub                     | Sezóna            | Soutěž             | Zápasy | Góly | Zápasy        | Góly          | Zápasy       | Góly         | Zápasy        | Góly          | Zápasy  | Góly    | Zápasy  | Góly    |
| ------------------------ | ----------------- | ------------------ | ------ | ---- | ------------- | ------------- | ------------ | ------------ | ------------- | ------------- | ------- | ------- | ------- | ------- |
| KR Reykjavik             | 2013              | Besta deild karla  | 3      | 0    | 0             | 0             | —            | —            | 1             | 0             | —       | —       | 4       | 0       |
| Nordsjælland             | 2013/14           | Superligaen        | 0      | 0    | 0             | 0             | —            | —            | —             | —             | —       | —       | 0       | 0       |
| Nordsjælland             | 2014/15           | Superligaen        | 1      | 0    | 0             | 0             | —            | —            | —             | —             | —       | —       | 1       | 0       |
| Nordsjælland             | 2015/16           | Superligaen        | 3      | 0    | 0             | 0             | —            | —            | —             | —             | —       | —       | 3       | 0       |
| Nordsjælland             | 2016/17           | Superligaen        | 20     | 0    | 0             | 0             | —            | —            | —             | —             | —       | —       | 20      | 0       |
| Nordsjælland             | 2017/18           | Superligaen        | 36     | 0    | 0             | 0             | —            | —            | —             | —             | —       | —       | 36      | 0       |
| Nordsjælland             | Celkově           | Celkově            | 60     | 0    | 0             | 0             | —            | —            | —             | —             | —       | —       | 60      | 0       |
| Dijon                    | 2018/19           | Ligue 1            | 25     | 0    | 4             | 0             | 1            | 0            | —             | —             | 1       | 0       | 31      | 0       |
| Dijon                    | 2019/20           | Ligue 1            | 11     | 0    | 2             | 0             | 1            | 0            | —             | —             | —       | —       | 14      | 0       |
| Dijon                    | Celkově           | Celkově            | 36     | 0    | 6             | 0             | 2            | 0            | —             | —             | 1       | 0       | 45      | 0       |
| Arsenal                  | 2020/21           | Premier League     | 1      | 0    | 0             | 0             | 1            | 0            | 4             | 0             | —       | —       | 6       | 0       |
| Arsenal                  | 2021/22           | Premier League     | 0      | 0    | 0             | 0             | 0            | 0            | —             | —             | —       | —       | 0       | 0       |
| Arsenal                  | 2022/23           | Premier League     | 0      | 0    | 0             | 0             | 0            | 0            | 0             | 0             | —       | —       | 0       | 0       |
| Arsenal                  | 2023/24           | Premier League     | 0      | 0    | 0             | 0             | 0            | 0            | 0             | 0             | 0       | 0       | 0       | 0       |
| Arsenal                  | Celkově           | Celkově            | 1      | 0    | 0             | 0             | 1            | 0            | 4             | 0             | 0       | 0       | 6       | 0       |
| OH Leuven (hostování)    | 2021/22           | Jupiler Pro League | 18     | 0    | 3             | 0             | —            | —            | —             | —             | —       | —       | 21      | 0       |
| Alanyaspor (hostování)   | 2022/23           | Süper Lig          | 30     | 0    | 2             | 0             | —            | —            | —             | —             | —       | —       | 32      | 0       |
| Cardiff City (hostování) | 2023/24           | EFL Championship   | 6      | 0    | 0             | 0             | 2            | 0            | —             | —             | —       | —       | 7       | 0       |
| Kodaň                    | 2024/25           | Superligaen        | 0      | 0    | 0             | 0             | —            | —            | 1             | 0             | —       | —       | 1       | 0       |
| Celkově v kariéře        | Celkově v kariéře | Celkově v kariéře  | 155    | 0    | 11            | 0             | 5            | 0            | 6             | 0             | 1       | 0       | 177     | 0       |

### Reprezentační
Platí k zápasu hranému 14. října 2023.
| Národní tým | Rok     | Zápasy | Góly |
| ----------- | ------- | ------ | ---- |
| Island      | 2017    | 1      | 0    |
| Island      | 2018    | 4      | 0    |
| Island      | 2019    | 0      | 0    |
| Island      | 2020    | 2      | 0    |
| Island      | 2021    | 5      | 0    |
| Island      | 2022    | 8      | 0    |
| Island      | 2023    | 7      | 0    |
| Celkově     | Celkově | 27     | 0    |